# Філософський факультет Київського національного університету імені Тараса Шевченка
Філософський факультет Київського національного університету імені Тараса Шевченка — найстаріший факультет КНУ.

## Історія
Восени 1834 р. першим у Київському університеті розпочав свою роботу філософський факультет, де згідно зі статутом було відкрито 13 кафедр освіти.
Кафедру філософії очолив тоді професор О. М. Новицький, який у своїх поглядах стверджував першорядне значення людини, людського розуму в філософському баченні світу. Обстоюючи істину в оцінці історико-філософського процесу, він одним із перших вітчизняних учених визнавав, що філософія стародавньої Греції виникла не як винятково самостійне, оригінальне західне явище, а в своїх витоках глибоко пов'язана з багатовіковою культурою Єгипту і Вавилонії, стародавніх Індії і Китаю.
Але викладання філософії у новоствореному університеті тривало недовго. Викриття у Києві Кирило-Мефодіївського товариства призвело до того, що в 1849 р. було заборонено викладання філософії.
Внаслідок університетської реформи 1863 р. в Київському університеті знову вводиться викладання філософії, яку було дозволено читати світським викладачам. Студентський курс читав професор С. С. Гогоцький, автор численних праць, зокрема «Критического взгляда на философию Канта», «Введения в историю философии» і «Философского лексикона». Остання з названих праць була однією із перших спроб створення вітчизняного філософського словника. Твори С. С. Гогоцького засвідчують, що він намагався застосувати гегелівську та інші філософські системи до вимог православної церкви, вбачаючи гармонію існуючого світу в діяльності Бога.
Молодший сучасник С. С. Гогоцького — професор філософії О .О. Козлов був одним із перших прихильників персоналізму у вітчизняній філософії. Протягом київського періоду своєї діяльності вчений видав ряд праць — «Философские этюды», «Философия как наука», «Философия действительности», «Генезис теории пространства и времени Канта», «Критические замечания к философской системе Дюринга», де прагнув використати методологію науки для обґрунтування світогляду, в основі якого лежить розуміння свідомості як субстанційного творчого початку.
Із Київським університетом пов'язане практично все творче життя представника «академічної філософії» О. М. Гілярова, концепція якого ґрунтується на утвердженні ідеї, що платонівське вчення є найвищим проявом філософської культури, а всі наступні філософські системи були або переробкою його вчення, або ж еклектичною сумішшю вчень, що передували йому. У своїх працях О. М. Гіляров обстоював думки позитивістського спрямування, розглядаючи філософію як своєрідну діяльність, що існує поряд із наукою, поезією і релігією. О. М. Гіляров вбачав основне завдання філософії в примиренні, доведенні до злагоди «двох вічно ворожих у нашому житті початків — істини розуму та істини серця». Починаючи з 90-х рр. минулого століття, він еволюціонує від позитивістського заперечення наукового значення філософії до прийняття за основу творчості поглядів Фехнера, німецького вченого-психолога, одного з основоположників психофізики.
З 1892 до 1900 року у Київському університеті працював професор Г. І. Челпанов — відомий філософ, логік та психолог. За своїми філософськими поглядами він належав до академічного неокантіанства, яке у вигляді самостійного напряму сформувалося на вітчизняному терені в 90-ті рр. Г. І. Челпанов зводив завдання філософії до формально-логічного вияву нею достовірності і межі знання. Обмеживши сферу філософії дослідженням знання, він розширив сферу релігії, вважаючи, що віра в Бога є одним із визначних факторів світогляду.
Значний внесок у розвиток філософської думки зробив видатний діяч української культури М. П. Драгоманов, ім"я якого носив Київський інститут народної освіти, що існував на базі ліквідованого Київського університету. Як філософ М. П. Драгоманов був прибічником позитивістського плюралізму у поглядах на суспільство і його розвиток. Учений вважав, що головним чинником соціального руху є економічний прогрес, світська вільна наука та філософія. Без широкого розумового філософського розвитку, стверджував він, не може бути доцільного державного ладу, всеосяжних реформ, розумної участі в державній діяльності.
Багато зробили для розвитку філософської думки в Україні наприкінці XIX — поч. XX ст. математики М. Є. Ващенко-Захарченко і В. П. Єрмаков, фізики М. П. Авенаріус і Й. Й. Косоногов, хімік С. М. Реформатський, біолог О. М. Сєвєрцов, які працювали в Київському університеті. Особливо цінними є їхні ідеї щодо проблеми людини. Усвідомлюючи безмежність людської творчої сили, природодослідники пропагували необхідність вивчення законів природи як неодмінної умови покращання життя людини, людства загалом. Саме життя людини вони розглядали як найвищу цінність на Землі.
Наприкінці XIX — поч. XX ст. поряд із традиційним для університету викладанням філософії у дусі Київської школи російського теїзму відбувається переорієнтація філософської проблематики в плані концепції так званої «нової релігійної свідомості», сформульованої С. М. Булгаковим, М. О. Бердяєвим, Л. І. Шестовим (Шварцманом), В. В. Зеньківським.

## Радянсько-комуністичний період
Весна 1920 р. принесла в історію існування Київського університету тринадцятирічну перерву. З відновленням університету був започаткований новий підхід до вивчення та викладання філософії. Його ствердили В. Ф. Асмус (відомий автор праць з історії філософії і логіки), Л. М. Беркут (фахівець із проблем філософії середньовіччя), М. І. Перлін (знавець соціальної філософії), С. Г. Лавров (автор посібника з філософії).
Новий якісний виток у розвитку філософії в Київському університеті починається з 1944/45 навчального року, коли відроджується філософський факультет у складі трьох кафедр: діалектичного та історичного матеріалізму (завідувач проф. Ф. Ф. Єневич), педагогіки (завідувач проф. С. Х. Чавдаров), психології (завідувач проф. О. М. Раєвський). На факультеті вивчалися латинська, грецька, англійська, французька й німецька мови, дарвінізм, історія стародавніх Греції та Риму, логіка, математика, психологія.
У 1945/46 навчальному році була створена ще одна кафедра — історії філософії (завідувач проф. М. С. Шлепаков). Загалом у цьому навчальному році на факультеті працювало 12 викладачів, із них — 3 професори, 7 доцентів, 2 асистенти. Діяли наукові студентські гуртки: філософії, історії філософії, психології.
Уже в 1946 р. на факультеті розроблялося 18 наукових тем. З-поміж них — «Світогляд Т. Г. Шевченка», «Предмет і завдання логіки», «Емоційно-вольові компоненти мислення», «Історія матеріалізму в Росії».
Того ж року філософський факультет став готувати фахівців за спеціальностями філософія, психологія і логіка. Діяло п'ять кафедр: історії філософії, логіки, діалектичного та історичного матеріалізму, педагогіки, психології.
У 1955 р. кафедра логіки була об'єднана з кафедрою психології. У 1956 р. викладання логіки передається кафедрі діалектичного та історичного матеріалізму, яка забезпечувала курси діалектичного та історичного матеріалізму, логіки та естетики на всіх факультетах університету.
Деканами факультету в 1944—1955 рр. були професор М. С. Шлепаков, доценти М. Є. Овандер, І. І. Підгрушний, В. К. Танчер. За ці роки значно зріс науково-педагогічний потенціал факультету. Якщо у 1947 р. на факультеті працювали 24 викладачі, то в 1955 — 42, з них професорів — 5, доцентів і старших викладачів — 31, асистентів — 6.
У перші повоєнні роки університетські філософи досліджували проблеми вітчизняної філософії (А. О. Пашкова, В. І. Шинкарук), зарубіжної філософії (М. С. Шлепаков, М. Я. Щербін), філософської спадщини Г. В. Плеханова (Ф. Я. Москаленко, Є. Г. Федоренко, Ю. К. Савельєв, В. О. Кудін), закони і категорії матеріалістичної діалектики, їх функції у науковому і суспільному пізнанні (М. С. Шлепаков, Ф. Ф. Єневич, М. Є. Овандер), питання єдності і відмінності діалектики, логіки і теорії пізнання (В. І. Шинкарук), проблеми співвідношення діалектичного методу з методами природничих і гуманітарних наук (Н. Т. Костюк, Т. К. Мартиненко, І. І. Підгрушний, А. М. Петрусенко).
У 1955 р. за наказом міністра вищої освіти республіки філософський та історичний факультети університету були об'єднані в один — історико-філософський, який проіснував до 1964 р., а потім його знову розділено на два окремих підрозділи. У складі історико-філософського факультету існували відділення історії та філософії, з окремими вченими і редакційними радами, але без чіткого адміністративного поділу. 1959 р. на факультеті було створено кафедру історії та теорії атеїзму, на яку покладалося завдання координації науково-дослідних робіт у галузі атеїзму в усіх вищих і середніх спеціальних навчальних закладах України.
З 1960 р. на факультеті діють кафедри етики, естетики і логіки, новітньої філософії, лабораторія конкретно-соціальних досліджень.
За 1955—1964 рр. тільки на денній формі навчання відділення філософії було підготовлено 339 фахівців з філософських спеціальностей.
Водночас на відділенні філософії велася активна наукова робота. Вчені концентрували увагу на дослідженні основних політичних документів та філософських праць Київської Русі, України, Росії, Білорусі та Молдови до XVIII ст., на аналізі творчості українських революційних демократів XIX — поч. XX ст. П. А. Грабовського, І. Я. Франка, Лесі Українки (В. С. Дмитриченко, А. О. Пашкова, М. І. Третяк, М. І. Сундирева), на вивченні філософської спадщини стародавнього Китаю та німецької класичної філософії (В. С. Дмитриченко, В. І. Шинкарук).
Вагомий внесок у розвиток філософії в університеті у цей період вніс видатний філософ П. В. Копнін, який особливу увагу приділяв обґрунтуванню єдності онтологічного і гносеологічного аспектів філософії. Праці вченого сприяли розвиткові нового напряму філософських досліджень — логіки науки, а також нових аспектів теорії пізнання.
Необхідність розв'язання значного кола питань, пов'язаних з дослідженням філософських проблем науки, зумовила створення в 1963 р. на відділенні філософії кафедри філософії природничих факультетів. Склалися сприятливі умови для зміцнення зв'язків кафедри з природничими факультетами, цілеспрямованої навчально-методичної роботи з урахуванням їх профілю.
Створення в 1963 р. кафедри філософії гуманітарних факультетів сприяло активізації фундаментальних досліджень у галузі філософських проблем суспільних і гуманітарних наук. Кафедра підготувала багато висококваліфікованих фахівців, що пізніше очолили велику кількість філософських кафедр республіки.
На відділенні філософії діяла аспірантура. Багато її випускників згодом стали професорами відновленого у 1965 р. філософського факультету — А. М. Алексюк, І. В. Бичко, В. О. Босенко, М. О. Булатов, Г. І. Горак, В. С. Дмитриченко, М. В. Дученко, В. О. Кудін, Л. Т. Левчук, І. Ф. Надольний, А. Т. Нелеп, В. Т. Павлов, О. І. Фортова та ін. Відновлений філософський факультет нараховував 8 кафедр: історії філософії, філософії гуманітарних факультетів, філософії природничих факультетів, етики, естетики і логіки, психології, педагогіки, історії і теорії атеїзму, наукового комунізму. Деканом факультету став професор В. І. Шинкарук, який керував ним до 1968 р. — часу переведення на посаду директора Інституту філософії НАН України.
З 1968 р. до 1971 р. деканом філософського факультету був професор В. К. Танчер — відомий фахівець з проблем історії та теорії релігії, атеїзму та вільнодумства. У цей час було відкрито відділення психології, завідувачем якого стала професор Л. Й. Марісова. У 1971 р. створено кафедру логіки, яка забезпечувала читання курсу логіки на всіх гуманітарних факультетах університету. Особлива увага приділялась дослідженням фундаментальних проблем історії та філософії релігії, наданню методичної допомоги з цих питань викладачам навчальних закладів та наукових установ України.
З 1971 р. до 1977 р. факультет очолював професор П. С. Дишлевий, який до цього працював на посаді заступника директора Інституту філософії НАН України. У ці роки на факультеті розгорнулась активна науково-дослідна робота з аналізу філософських проблем природознавства, яка сприяла зміцненню зв'язків з вченими-природознавцями. В центрі уваги науковців факультету були також проблеми логіки і методології наукового пізнання.
З 1977 р. до 1987 р. деканом факультету був професор І. Ф. Надольний. У 1979 р. на факультеті було створено кафедру соціології, а у 1986 р. — відділення соціології. Особливої ваги в цей період набули дослідження проблем соціології особистості, морально-філософських засад функціонування суспільства, структури матеріального і духовного виробництва тощо.
Особливих структурних та змістовних змін факультет зазнав за часів керівництва професора М. Ф. Тарасенка (1987—1995 рр.). Ці зміни були зумовлені тими перетвореннями, що мали місце в суспільстві, а відтак — і у філософії. З 1989 р. на факультеті ведеться підготовка фахівців-політологів. У 1991 р. було відкрито кафедру української філософії та культури. Того ж року на базі відділень соціології та психології був створений окремий факультет соціології та психології. У ці роки на філософському факультеті розроблювались і впроваджуавались у навчальний процес нові навчальні плани і програми з усіх філософських дисциплін. Перебудова фахової філософської освіти відбувалась на основі розробки нової номенклатури наукових спеціальностей. Відповідно до цього в навчальний процес було впроваджено цілий ряд нових нормативних і спеціальних курсів, які раніше не читалися на факультеті. Для реалізації таких нововведень було організовано філію кафедри філософії факультету при Інституті філософії НАН України, що дало можливість забезпечити проведення навчального процесу провідними науковцями вищих навчальних закладів Києва та Інституту філософії НАН України. Всі навчальні плани та програми обговорювались і затверджувались на спільних розширених засіданнях Вчених Рад філософського факультету та Інституту філософії, що забезпечило їх високий теоретичний рівень.
За післявоєнні роки випускниками факультету стали 4 тис. студентів, тут підготовлено 60 докторів і 400 кандидатів наук. Філософський факультет — це єдиний факультет університету, який готує викладачів філософії, етики, естетики, логіки, риторики, політології, релігієзнавства, історії та теорії культури для вищих навчально-освітніх закладів України.
Випускники філософського факультету працюють в органах державної влади та управління, засобах масової інформації, науково-дослідних установах. Серед них є народні депутати України, відповідальні працівники адміністрації Президента України, керівні працівники міністерств і відомств, дипломатичні представники України в зарубіжних країнах, політичні діячі, політичні оглядачі в редакціях газет, на радіо і телебаченні. /Дивись нижче — Персоналії/

## Сучасний стан
Нині в структурі філософського факультету — Центр українознавства та 11 кафедр:
- історії філософії (завідувач проф. Т. П. Кононенко),
- філософії (завідувач проф. Л. О. Шашкова),
- української філософії та культури (завідувач проф. М. Ю. Русин),
- етики, естетики і культурології (завідувач проф. В. І. Панченко),
- логіки (завідувач проф. А. Є. Конверський),
- філософії гуманітарних наук (в минулому філософії гуманітарних факультетів) (завідувач проф. А. О. Приятельчук),
- філософії та методології науки (завідувач проф. І. С. Добронравова),
- релігієзнавства (завідувач проф. Є. А. Харьковщенко),
- політичних наук (завідувач проф. П. П. Шляхтун),
- політології (завідувач проф. В. Ф. Цвих),
- державного управління (завідувач доц. Д. В. Неліпа).

На факультеті працює понад 100 викладачів і співробітників, із них професорів та докторів наук — 25, доцентів та кандидатів наук — 67.
Факультет готує фахівців за чотирма спеціальностями: філософія, релігієзнавство, політологія, державна служба. На денній формі навчання навчається 326 студентів, на заочній — 298. В аспірантурі навчається 147 аспірантів. Очолює факультет його випускник професор А. Є. Конверський.
Випускниками філософського факультету укомплектована більшість посад викладачів філософії та філософських дициплін у вищих навчальних закладах України. Колектив створеного в 1946 р. Інституту філософії НАН України практично складається з науковців — випускників філософського факультету.
Факультет має плідні наукові зв'язки із зарубіжними навчальними закладами та науковими установами.
З 1965 р. на факультеті значно активізувалася наукова робота. За цей час він став одним із центрів досліджень історії філософської та суспільно-політичної думки в Україні, проблем історії і теорії діалектики, філософсько-соціологічних проблем науково-технічної революції, філософських проблем формування світогляду, методології соціального передбачення, логіки наукового пізнання, філософських питань природознавства. Вченими факультету у співдружності з провідними фахівцями вищих навчальних закладів та науково-дослідних установ НАН України видано десятки фундаментальних праць. Серед них — «Будова наукової теорії», «Нариси з історії філософії на Україні», «Логіка і методологія науки», «Соціологія на Україні», «Критические очерки по философии Канта», «Научно-техническая революция и современное естествознание», «Искусство и творческая деятельность», «Практика-познание-мировоззрение», «Очерки по философии Л. Фейербаха», «Взаимосвязь теории и практики», «Модернизм современного православия», «Психоанализ: от бессознательного к усталости от сознания», «Духовне оновлення суспільства», «Історія філософії і культура», «Фольклор: традиції і сучасність», «Українська філософія в іменах», «Людина в сфері гуманітарного пізнання», «Людина і світ», «Философская мысль восточных славян». Філософським факультетом спільно з Інститутом філософії НАН України створено і видано підручник «Історія філософії України» та хрестоматію з історії філософії України (1993).

## Персоналії (відомі випускники)
Найбільш відомими випускниками факультету є:
(в алфавітному порядку)
Анатолій Алексюк, Віктор Андрущенко, Василь Барановський, Ірина Бекешкіна, Євген Бистрицький, Ігор Бичко, Іван Бойченко, Володимир Бугров, Вілен Горський, Леонід Губерський, Сергій Дацюк, Володимир Дмитриченко, Тарас Дудко, Анатолій Єрмоленко, Андрій Іллєнко, Оксана Забужко, Іван Зязюн, В'ячеслав Кириленко, Анатолій Конверський, Василь Кремень, Сергій Кримський, Лариса Левчук, Василь Лісовий, Віктор Малахов, Микола Михальченко, Тимофій Мотренко, Іван Надольний, Віктор Небоженко, Олексій Онищенко, Юрій Павленко, Мирослав Попович, Євген Пронюк, Валерій Рилач, Фелікс Рудич, Анатолій Ручка , Петро Саух, Валерій Скотний, Євген Суліма, Віталій Табачковський, Володимир Танчер, Валентин Тарасенко, Микола Тарасенко, Марина Ткачук, Сергій Фареник, Назіп Хамітов, Володимир Цвих, Леонід Чекаль, Юрій Чорноморець, Володимир Шинкарук, Олександр Яценко, Карась Євген.
/Примітка: у списку вказані ті випускники, про яких наявні статті у Вікіпедії./

## Філософи-письменники
Випускниками філософського факультету, які стали і письменниками є: відома українська письменниця Оксана Забужко, а також філософи-письменники: Назіп Хамітов, який є автором ряду художніх філософсько-психологічних творів, та Василь Кредо, який створив: Віршований молитвослов, Віршовану Біблію, Віршоване Євангеліє, історично-містичну епопею «Вода», Поетичний щоденник «Київ — Єрусалим», а також філософсько-поетичну трагедію «Вселенський Суд», у якій головними героями виступають Людина, Розум, Добро, Зло, Минуле, Майбутнє та Дійсне.

## Наукові видання факультету
- Вісник Київського національного університету імені Тараса Шевченка. Серія Філософія. Державне управління
- Вісник Київського національного університету імені Тараса Шевченка. Серія Філософія. Політологія
- Гуманітарні студії
- Гуманітарно-релігієзнавчий вісник «Софія»
- Філософські проблеми гуманітарних наук

#### соціальні мережі
- Сторінка факультету у Фейсбук